# Petr Křička
Petr Ladislav Křička (4. prosince 1884 Kelč – 25. července 1949 Okarec) byl moravský středoškolský učitel, knihovník, básník, překladatel a autor literatury pro děti. 

## Život
Petr Křička se narodil 4. prosince 1884 v Kelči u Hranic. Jeho otec byl František Křička řídicí učitel (1848–1891), matka Františka roz. Minářová (1861–1936). Měl dva sourozence: Jaroslava a Pavlu.
Ač poměrně brzy ztratil otce, vyrůstal v harmonickém prostředí v úzkém kontaktu s horskou přírodou Českomoravské vysočiny a s jejím prostým lidem; to také podstatně ovlivnilo charakter Křičkovy tvorby. Maturoval v r. 1901 na reálce v Novém Městě na Moravě a pak vystudoval chemii na pražské technice.
Jako chemik působil nejdříve v cukrovaru v Hulíně, pak v laboratoři v Karlových Varech, krátce pobyl také v Pasteurově ústavu v Paříži. V letech 1907–1908 učil cizím řečem v Moskvě a po návratu žil do světové války v Praze, kde převážně vyučoval na obchodních školách. Hned v r. 1914 po vypuknutí světové války odešel na haličskou frontu, byl zraněn a pobýval několik měsíců ve vojenských lazaretech. Po válce pracoval jako tajemník na ministerstvu školství a národní osvěty.
Po druhé světové válce byl zaměstnán v Technické knihovně pražských vysokých škol. V letech 1924–1948 byl členem Moravského kola spisovatelů. V Praze III bydlel na adrese Karmelitská 8. Zemřel 25. 7. 1949 v Okarci u Náměště nad Oslavou.

### Tvorba
Podobu české poezie Křička výrazně ovlivnil především svou ranou lyrickou tvorbou, jíž předjal její poválečný vývoj. Už v prvotině Šípkový keř (1916) se neobyčejně šťastně setkaly básníkovy osobní dispozice, živý poměr k přírodě a vůbec jeho přímý, otevřený, neproblematický vztah k životu se soudobými tendencemi evropského básnictví, zejména s křesťanským humanismem francouzských básníků (Georges Duhamel, Charles Vildrac), kteří pokorou a láskou doufali obrodit a zlidštit svět. Z tohoto setkání vznikla lyrika základních citových poloh, ostře rozeznávající hierarchii životních hodnot, poezie návratů do dětství v rodném kraji, oslava prostých věcí a životních radostí. Disonanci do této harmonické atmosféry, podporované též sevřeným pravidelným veršem, vnášel jen zážitek války, jenž se naplno ozval jen v jediné básni, Medynia Glogowska (1916), zato však s mimořádnou intenzitou. V ní totiž jinošsky důvěřivý vztah k životu ve střetnutí s mezní frontovou situací – chvíli před útokem – cele odkryl básníkovo citové zázemí: lásku k bližním, soucit s nevinně trpícími i úzkost o osud národa. Právě tímto zdůrazněním citových hodnot báseň přerostla ve velice účinný, nepatetický protest válce za cizí zájmy.
V následující Křičkově básnické tvorbě se podstatně zesiluje inspirace lidovou lyrikou i epikou. Jejich prvky se objevují již v lyrickoepické sbírce Bílý štít (1919). Křička se v ní obrátil ke vzpomínkám na dětství uprostřed horácké přírody, z něhož vypráví několik idylických příběhů viděných zdůvěrňujícíma dětskýma očima. Horácký dialekt, prvky folklóru, zejména v dětských říkadlech, i humor podtrhují ještě básníkovo citové zaujetí pro zvolené téma.
Křičkovo rané tvůrčí období vrcholí a novou tematickou rozlohu získává ve sbírce Hoch s lukem (1924). Harmonizující nálada předcházející knížky se v ní prudce rozpadá nejen pod nárazem citového rozrušení a bolesti vyvolané ztrátou milé, ale i pod novým přívalem válečných motivů. Zatímco milostné drama provokuje zraněný cit až k subjektivní intimní zpovědi, dozvuky války se hlásí v několika hutných tragických baladách, z nichž některé přejímají fakturu přímo z lidové tvorby. Ale i v této sbírce osobní bolest i trpkosti světa poznamenaného válkou jsou znovu vyvažovány pokorou a láskou k životu, jež nakonec přináší i novou mužnou rovnováhu.
Po Hochu s lukem se Křička jako básník odmlčel. Ve 30. letech vydal jen sbírku dobových satirických a úsměvně parodujících veršů a próz Suchá jehla (1933) a různorodý soubor veršů Chléb a sůl (1933), v němž převažují příležitostné verše glosující denní události a zejména životní jubilea přátel – umělců. Vedle nich jen několik balad, rozmarných básnických hříček a lidových popěvků se příznivě odráží od reflexivních veršů, zabstraktňujících předcházející konkrétnost a mnohomluvností rozmělňující dosavadní náznakovost Křičkových veršů.
Básníkova poválečná poezie je cele zaujata reakcí na okupaci, válku a osvobození. Odrazilo se v ní i Křičkovo studium ruských bylin a starých srbských hrdinských zpěvů, jež za války překládal. Poéma Světlý oblak (1945) o utrpení a boji jihoslovanského lidu s okupanty je koncipována jako parafráze těchto zpěvů. Zachycuje konkrétní událost: vyvraždění 6 000 mužů v Kragujevci jako odvetu za zabití dvaceti Němců partyzány. Ohlasy ruských bylin obsahuje zase sbírka Píseň meče (1946) v skladbách věnovaných boji sovětského lidu s okupanty. I v této sbírce se však vrací jihoslovanská tematika, a to jednak ve volném zpracování tří básní v próze P. Mériméa z jeho sbírky fingovaných morlackých národních písní, jednak znovu v ohlasu hrdinských zpěvů s protifašistickou tematikou. Konečně sbírka Běsové (1946) přináší dobovou lyriku politického charakteru, komentující mnichovské události, okupaci, domácí partyzánský odboj i vzdání díků Sovětskému svazu za osvobození. Zejména mnichovské téma je ve sbírce podáno s vypjatým mravním patosem. Satirickým protějškem Běsů je pak sbírka Ďábel frajtrem (1946).

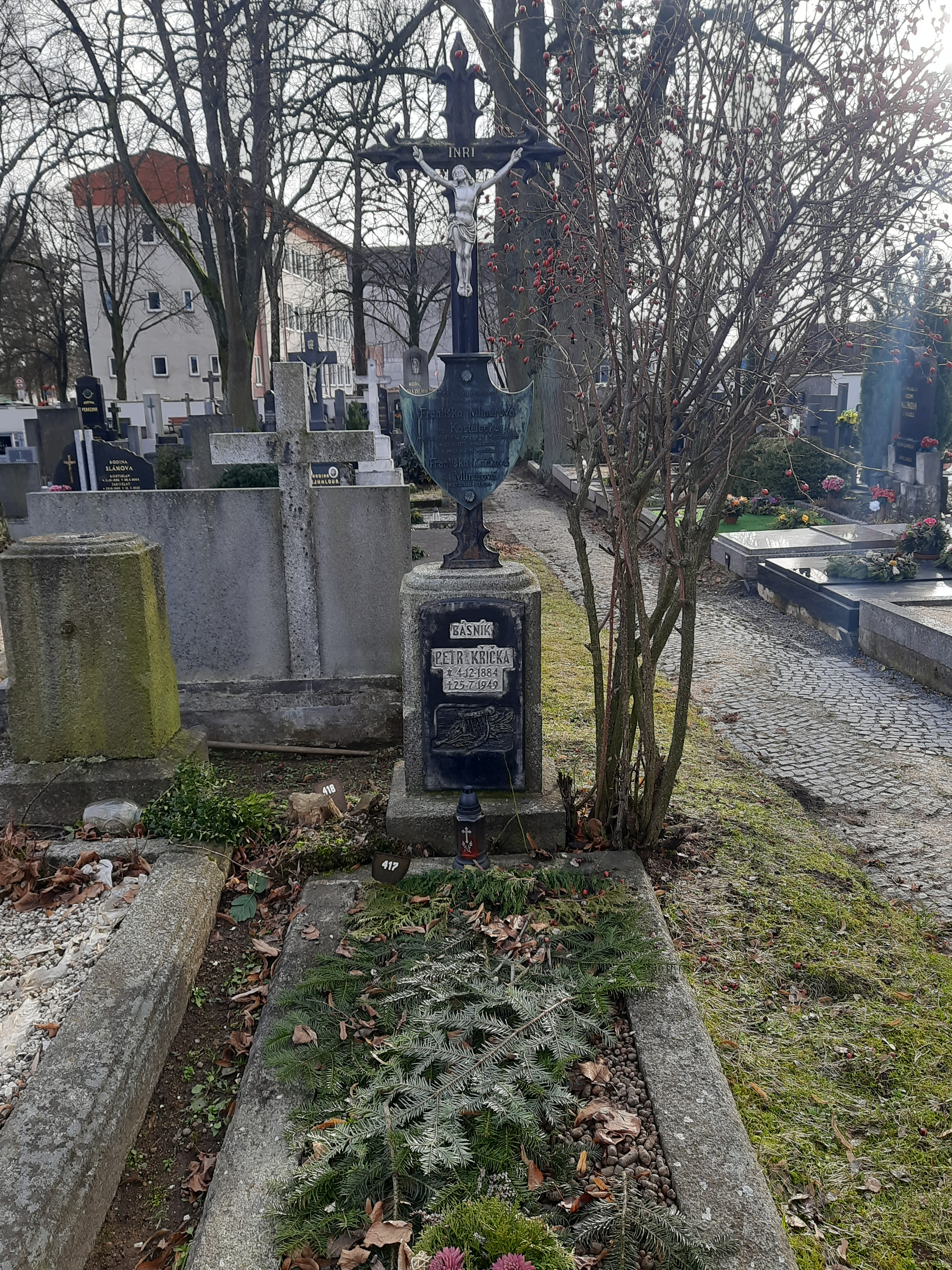
Hrob Petra Křičky na městském hřbitově v Novém Městě na Moravě

Současně s původními verši rozvinul Křička i svou překladatelskou aktivitu. Překládal z francouzštiny, němčiny, angličtiny, ruštiny a ukrajinštiny. Původně se soustředil na ruské symbolisty (Valerij Brjusov, Konstantin Balmont, Ivan Bunin, Dmitrij Sergejevič Merežkovskij), postupně pak, po první světové válce, na klasickou ruskou poezii (A. S. Puškin, M. J. Lermontov), na byliny, na ruskou a francouzskou poezii a drama. Životním dílem Křičkovým v oblasti překladu přitom zůstalo jeho přetlumočení lyriky A. S. Puškina.
Zemřel 25. července 1949 v Okarci. Pohřben byl na městském hřbitově v Novém Městě na Moravě.

## Dílo

### Poezie
- Šípkový keř – obálka, titulní list a 3 kresby od Zdeňka Kratochvíla. Praha: František Borový, 1916
- Bílý štít: druhá kniha básní – s dřevoryty Karla Němce. Praha: Alois Srdce, 1919
- Svět zvířat – obrázky maloval Josef Lada. Praha: Bedřich Kočí, 1919
- Hoch s lukem – Praha: Kvasnička a Hampl, 1924 – poctěno státní cenou
- K 28. říjnu 1926 – [Báseň politická – Antonín Sova, Hrdinovi – Petr Křička, Nezapomínejme! – Emil Svoboda]. Praha: Svaz národního osvobození, 1926
- Výbor z básní – Praha: Kvasnička a Hampl, 1927
- Z lyriky Petra Křičky – Praha: Kmen, 1929
- Chléb a sůl – Praha: Kvasnička a Hampl, 1933
- Suchá jehla: humor, úsměv, satira, verše a próza – Praha: Kvasnička a Hampl, 1933
- Sedm vybraných básní Petra Křičky – vydal k padesátinám básníkovým František Jan Müller, který knížku upravil, sázel a vytiskl na ručním lisu; dvěma litografiemi a čtyřmi kresbami vyzdobil Vojtěch Sedláček. Praha: F. J. Müller, 1935
- Jan Blahoslav Čapek, Viktor Dyk, Josef Hora, Josef Kopta, Petr Křička, J. S. Machar, Rudolf Medek, St. K. Neumann, Antonín Sova, Ladislav Stehlík, Fráňa Šrámek, Rudolf Těsnohlídek, Karel Toman oslavují T. G. M. – Praha: Kmen, 1936
- Výbor z básní – Dyk, Medek, Křička; uspořádal, úvody a poznámkami opatřil František Pala. Praha: Jan Laichter, 1938
- Časný podzim – Novina, 1940
- Básnické Krajiny – napsal Antonín Veselý [K. H. Mácha; K. A. Vinařický; Josef Pekař; Beneš Knüpfer; Bohdan Kaminský; Petr Kles; Viktor Dyk; Jan Dolenský; Antonín Sova; Karel Vik; Antonín Marek; František Doucha; Jakub Arbes; K. H. Hilar; Arne Novák; Gustav Pfleger Moravský, Petr Křička, Otokar Březina, Jan Kárník]. Praha: Jan Otto, 1942
- Světlý oblak: dvanáct zpěvů z temných let – Praha: Kvasnička a Hampl, 1945
- Běsové: z válečné lyriky – dřevoryty a grafická úprava Karla Štěcha. České Budějovice: Družstevní práce, 1946
- Píseň meče: básně epické – Praha: Zátiší, 1946
- Ďábel frajtrem: druhé války světové stručný přehled veršem – obálka a obrázky Josefa Lady. Praha: Kvasnička a Hampl, 1947
- Přípitek – kresba Jiřího Vláčila. Hranice: Josef Hladký, 1947
- Zvon meče – 1948
- Z díla – Petr Křička; výbor uspořádal Vilém Závada; Bohumil Polan: Povaha básnického díla Petra Křičky, [předmluva]. Praha: Československý spisovatel, 1954
- Tak nikde skřivánek nezpívá: výbor – uspořádal a doslov napsal Karel Čechák; kresbami vyzdobil, obálku a vazbu navrhl Jaroslav Šerých. Havlíčkův Brod: Krajské nakladatelství, 1957
- Oblíbené písně – [Rudolf Friml, Jan Červenka, Jan Malát, Rudolf Leo Vašata, Rudolf Zamrzla, Karel Hašler, Josef Petzný, Karel Hrnčíř, František Alois Tichý, Jiří Voldán, Hugo Dohnal, V. Jansa, Sebastián Iradier, Karel Balling, Jaroslav Křička, Santa Lucia – Petr Křička, Josef Mellan]. Praha: SNKLHU, 1958
- Vítězslava Kaprálová – Jiří Macek; úvodní báseň: Petr Křička. Praha: Svaz čs. skladatelů, 1958
- Jedna lomená jednou – ilustrovala Eva Feiglová. Praha: SPN, 1966
- Tisíc let české poezie. III, Česká poezie XX. století. – vybral a uspořádal Milan Blahynka; [Antonín Sova, F. X. Šalda, Petr Bezruč, Otokar Březina, Antonín Macek, Karel Hlaváček, S. K. Neumann, Viktor Dyk, Fráňa Šrámek, Karel Toman, Otakar Theer, František Gellner, Jiří Mahen, Josef Mach, Otokar Fischer, Petr Křička, Jindřich Hořejší, Josef Čapek, Jaroslav Bednář, Josef Hora, Konstantin Biebl, Svatopluk Kadlec, Jiří Haussmann, Jan Čarek, Karel Konrád, Jiří Wolker, Vítězslav Nezval, František Branislav, Jaroslav Seifert, František Halas, A. M. Píša, František Němec, Josef Rybák, Marie Pujmanová, Vladimír Holan, Vilém Závada, František Nechvátal, Jan Noha, František Hrubín, Jiří Taufer, Jiří Orten, Josef Kainar]. Praha: Československý spisovatel, 1974
- Květ šípkový: výbor veršů – výbor uspořádal a ediční poznámku napsal Václav Falada; předmluva Ladislav Stehlík; graficky upravil Martin Dyrynk. Praha: Mladá fronta, 1986

### Próza
- O horácku a horácích – knihu vyzdobil Josef Olexa; 12 celostranných příloh kreslili František Emler ... et al. Kladno: Karel Janout, 1937
- O neposlušném Budulínkovi: pohádka starého čmeláka – kresby Richarda Bláhy: Litoměřice: František Hnyk, 1945
- Láska vlastenecká – šest kreseb Josefa Jambora. Německé: J. Rýdl, 1949
- Rozchod! – Karel Konrád; Dr Emanuel Purkyně – Jan Sv. Procházka; Při pohřbu malíře Josefa Hubáčka – Petr Křička. Praha: Československý spisovatel, 1954

### Drama
- Oživlé loutky – z komedií a her Matěje Kopeckého. Praha: Československé divadelní a literární jednatelství,

### Překlady
- Cesty a rozcestí – Valerij Brjusov. Praha: Jan Otto, 1913
- Amfitryon: veselohra o třech dějstvích – Molière. Praha: Zátiší, 1918
- Vlci: drama o třech dějstvích – Romain Rolland. Praha: Zátiší, 1921
- Hra o lásce a smrti – Romain Rolland. Praha: Kvasnička a Hampl, 1926
- Siddhárthah: indická báseň – Hermann Hesse. Praha: Družstevní práce, 1935
- Světový význam Puškinův – Alfréd Ludvikovič Bém. Praha: Družstevní práce, 1936
- Za novými světy – Richard Halliburton; Jiří Pober; verše přeložil Petr Křička. Praha: Družstevní práce 1936
- Lyrika – A. S. Puškin. Praha: Melantrich, 1936
- Dějiny jednoho města podle původních pramenů – M. J. Saltykov-Ščedrin; závěrečnou poznámku napsal Václav Laščenko; se 49 obrázky a obálkou Vlastimila Rady. Praha: Družstevní práce, 1936
- Pohádka o popovi a jeho služebníku Baldovi – A. S. Puškin. Praha: Unie, 1937
- Důstojný výlet: román – Thomas Raucat; z francouzštiny. Praha: Bohumil Janda, 1941
- Ruské byliny: starobylé zpěvy bohatýrské – předmluva Vladimír Peremilovský. Praha: Kvasnička a Hampl, 1945
- Svatba Krečinského: komedie o 3 dějstvích – A. V. Suchovo-Kobylin. Praha: Otakar Růžička, 1946
- Anna Karenina: román. 1. díl – L. N. Tolstoj. Praha: Bohumil Janda. 1946/1947
- Taras Bulba – N. V. Gogol; původní litografie Václava Fialy. Praha: Morávek, 1947
- Byliny – doslov Vladimír Peremilovský. Praha: Sfinx, 1947
- Anna Karenina. Druhý díl – L. N. Tolstoj. Praha: Bohumil Janda, 1947
- Lyrika – M. J. Lermontov. Praha: Svoboda, 1948
- Výbor z díla – N. V. Gogol; přeložili: J. F. Franěk, Jarmila Fromková, Adolf Holešovský, Petr Křička, František Musil, Anna Nováková, Jarmila Prokopová a Libor Zapletal; verše přeložili Marie Marčanová; Bohumil Mathesius. Praha: Svoboda, 1949
- Železná vůle – N. S. Leskov. Praha: Mladá fronta, 1949
- A milovat mě bude lid...: výbor z veršů A. S. Puškina – A. S. Puškin; přeložili Emanuel Frynta, Josef Hora, Petr Křička, Bohumil Mathesius, František Táborský a Zdeňka Vovsová; závěrečnou stať Proč milujeme Puškina napsal Julius Dolanský. Praha: Sovět sovětů, 1949
- Pohádka o rybáři a rybce – A. S. Puškin; přeložil František Hrubín; ostatní verše přejaty z překladu Petra Křičky; ilustrace Václav Sivko; doslov napsal Oldřich Kryštofek. Praha: Mladá fronta, 1949
- Tři pohádky – A. S. Puškin; ilustroval Václav Fiala. Praha: Státní nakladatelství, 1949
- Výbor z díla. III. A. S. Puškin [Bohumil Mathesius, Emanuel Frynta, Pavel Eisner, František Halas, Josef Hora, Petr Křička, František Nechvátal, Vítězslav Nezval, František Táborský, Zdenka Bergrová]. Praha: Svoboda, 1949
- Celá Rus: výbor z povídek – A. P. Čechov; se 106 obrázky Vlastimila Rady. Praha: Družstevní práce, 1950
- Očarovaný poutník – N. S. Leskov. Praha: Svoboda, 1950
- Výbor z díla I. 1. díl – A. P. Čechov; přeložili Emanuel Frynta, Vojtěch Gaja, František Holešovský, Jaroslav Hulák, František Hřivna, Petr Křička. Praha: Svoboda, 1951
- Pohádka o caru Saltánovi, o jeho synu, slavném a mohutném bohatýru Vítu Saltánoviči a o čarokrásné carevně Labuti – A. S. Puškin; ilustrovala Hana Pluhařová. Praha: SNDK, 1951
- Taras Ševčenko: výbor z díla největšího básníka a buditele Ukrajiny – výbor uspořádala Naděžda Slabihoudová; verše z ukrajinských originálů přeložili Marie Bieblová, Ladislav Fikar, Milan Jariš, Petr Křička, Marie Marčanová, Jaroslav Tureček-Jizerský, Jan Vladislav a Zdenka Vovsová; prózu z ruských originálů přeložil Vladislav Stanovský. Praha: Svět sovětů, 1951
- Anna Kareninová. III – L. N. Tolstoj. Praha: Slovanské nakladatelství, 1951
- Alexander Sergejevič Puškin – Ivan Novikov; František Hřivna, verše přeložili Kamil Bednář; Emanuel Frynta, Josef Hora, Petr Křička, Jan Noha, Zdenka Bergrová. Praha: Mladá fronta, 1952
- Světla před úsvitem: výbor z díla – Lesja Ukrajinka; přeložili Zdenka Hanusová, Petr Křička, Marie Marčanová, Zdenka Niliusová, Jan Tureček-Jizerský a Jan Vladislav. Praha: SNKLHU, 1953
- Šibalství Skapinova: komedie o třech dějstvích – Moliére. Praha: Dilia, 1955
- Lyrika I, II – A. S. Puškin; redakce Luděk Kubišta, předmluva Jiřina Táborská, přeložili: Kamil Bednář, Zdenka Bergrová, Bohumil Franěk, Emanuel Frynta, Josef Hora, V. A. Jung, Eliška Krásnohorská, Luděk Kubišta, Anna Křemenáková, Petr Křička, František Táborský; doslov Emanuel Frynta, graficky upravil František Muzyka. Praha: SNKLHU, 1956
- Pompaduři a pompadurky; Dějiny jednoho města – M. J. Saltykov-Ščedrin; přeložili Darja Podlipská a Petr Křička; doslovem opatřil Julius Dolanský. Praha: SNKLHU, 1958
- Pásmo o Puškinovi – Jindřich Honzl; texty básní v překladu Petra Křičky; scéna z Evžena Oněgina v překladu Josefa Hory. Praha: Dilia, 1962
- Proměny Démona: vnitřní obraz básníkova osudu v zrcadle jeho lyriky – M. J. Lermontov; uspořádal a vstupní esej napsal Emanuel Frynta; přeložili Zdenka Bergrová, Emanuel Frynta, Josef Hora, Petr Křička, Marie Marčanová. Praha: Československý spisovatel, 1967
- Pohádky – A. S. Puškin; přeložili Zdenka Bergrová, Pavel Eisner, František Halas, Petr Křička a František Nechvátal; předmluvu napsal Julius Dolanský; ilustroval Karel Müller. Praha: Albatros, 1972
- Talismany: výbor z básnického díla – A. S. Puškin; verše přeložili Kamil Bednář, Zdenka Bergrová, F. L. Čelakovský, Otokar Fischer, Bohumil Franěk, Emanuel Frynta, František Halas, Josef Hora, Eliška Krásnohorská, Petr Křička, Marie Marčanová, Vítězslav Nezval, František Táborský a Hana Vrbová. Praha: Československý spisovatel, 1987
- Velkolepý paroháč – Fernand Crommelynck; z francouzštiny[2]

Překládal též Fjodora Ivanoviče Ťutčeva.